# Juillet 1807

## Événements

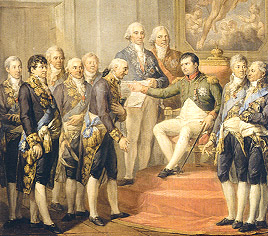
22 juillet : Napoléon remet la Constitution au grand duché de Varsovie (1807). Peinture de Marcello Bacciarelli, Musée national, Varsovie.

- 4 juillet : exil de Chateaubriand.

- 7 juillet : traité de Tilsit. Fin de la Quatrième Coalition. Paix entre la France et la Russie, puis entre la France et la Prusse (9 juillet)[1]. La Russie cède à la France les îles Ioniennes, occupées depuis 1799, et signe une paix blanche avec la Turquie (elle évacue la Moldavie et la Valachie mais conserve la Bessarabie). La Prusse voit son territoire réduit et perd la moitié de sa population (royaume de Westphalie, sur lequel règne Jérôme Bonaparte et grand-duché de Varsovie). Son armée est réduite à 42 000 hommes. La Russie et la Prusse adhèrent au Blocus continental.
  - Napoléon fonde le grand-duché de Varsovie à la paix de Tilsit avec des provinces enlevées à la Prusse (Mazovie, Cujavie, Posnanie). Dantzig devient ville libre (fin en 1814). Le grand duché est doté d’une constitution libérale inspirée par le Code civil français. Le roi Frédéric-Auguste Ier de Saxe gouverne avec six ministres et dispose de pouvoirs étendus ; un Parlement (Sejm) à deux chambres réunit les députés nobles et non-nobles. Le pays est divisé en six départements avec des préfets et des sous-préfets. C’est un État centralisé, loin de l’ancienne « anarchie polonaise ». Le roi de Saxe ne se rendra que quatre fois dans le duché et laisse gouverner ses ministres, dont les principaux sont le ministre de la justice Félix Łubienski (1758-1848) et le ministre de la guerre Józef Poniatowski. Ils sont étroitement surveillés par le maréchal Davout qui commande les troupes impériales. Les cercles dirigeants sont dominés par les réformateurs du 3 mai, tandis que les radicaux comme Hugo Kołłątaj sont écartés des responsabilités et que les conservateurs hostiles au code Napoléon regardent vers la Russie. Les partisans du système sont les bourgeois, les militaires et les fonctionnaires. Le grand-duché héréditaire de Varsovie compte 2,6 millions d’habitants sur une superficie de 103 000 km2. Il comprend les territoires pris par la Prusse lors des deux derniers partages et le district de Białystok donné par le tsar. Le port de Danzig reste une ville libre sous contrôle de la France en raison du blocus continental.

- 13 juillet : reprise des hostilités entre la France et la Suède[1].

- 22 juillet : promulgation de la Constitution du duché de Varsovie[2]. Les patriotes polonais souhaitent le rétablissement de la Constitution de 1791, mais Napoléon impose un « statut constitutionnel du grand-duché de Varsovie » tenant compte des spécificités du pays.

- 25 juillet : le roi de Prusse désigne une commission de réorganisation militaire présidée par le général Scharnhorst[3] ; avec notamment Neithardt von Gneisenau, elle réorganisent l’armée prussienne (service national obligatoire), qui devient l’une des plus importantes forces armées de l’Europe (1807-1809).

- 28 juillet, Dresde : Napoléon somme le Portugal d’appliquer le Blocus continental[4].

- 29 juillet, France : Napoléon signe un décret sur les théâtres qui limite le nombre de théâtres de Paris à huit.

## Naissances
- 2 juillet : Achille Allier, historien français († 1836).
- 4 juillet : Giuseppe Garibaldi, général et homme politique niçois († 2 juin 1882).
- 29 juillet : Josef Lavos, peintre autrichien († 8 octobre 1848).

## Décès
- 11 juillet : George Atwood, physicien britannique.
- 27 juillet : Pierre Marie Auguste Broussonet (né en 1761), naturaliste et médecin français.
- 31 juillet : Jean Bernoulli III (né en 1744), mathématicien et physicien suisse.